# 福岡ゲームミュージックフェス
非営利任意団体FGMF(福岡ゲームミュージックフェス)（英語: Fukuoka Game Music Fes）は、日本の福岡県にある音楽企画団体。ゲーム音楽の分野を盛り上げることを目的に、ゲーム音楽を題材としたライブイベントなどを企画・運営する。
名誉顧問にゲーム音楽作曲家の国本剛章、応援団長にファミコン名人の高橋名人が就任している。

## 沿革
- 2011年11月12日 - 福岡市にて開催された。「サカモト教授ワンマンライブ＠福岡Ver.Ⅱ ～導かれし俺たち～」を主催したステータス異常Pのもとに数名の有志が集まった[1]。
- 2013年12月7日 - 北九州で開催された。ゲームミュージックCHALLENGER＠北九州にて国本剛章と出会い、福岡市でのゲーム音楽演奏企画団体の設立を決意する。
- 2015年1月29日 - 主催となるわおんが関係者を集め、FGMFの設立を決定した。名誉顧問は国本剛章。
- 2015年8月8日 - レトロゲーム音楽ライブ「れとろげ！Lv001」開催
- 2015年11月21日 - FGMA（福岡ゲームミュージックアーティスツ）結成
- 2016年9月3日 - 「FGMAライブ」開催
- 2016年9月3日 - れとろげ！Ⅱ ～げーおんの神々～」開催
- 2016年11月6日 - 「れとろげ！外伝」クローズドライブ
- 2016年11月25日 - 岡田鉄平、パガニーニPV制作
- 2017年8月30日 - 岡田鉄平、Rachmaninoff Hungarian DancePV制作
- 2017年9月16日 - 「れとろげ！Ⅲ 前夜祭」開催
- 2017年9月17日 - 「れとろげ！Ⅲ 音楽祭」開催
- 2018年3月24日 - FGMA内でRGB（レトロゲームバンド）結成
- 2018年6月10日 - FGMF演劇部結成
- 2018年10月7日 - 系列団体FGMAによる「げーおん！」初開催
- 2018年10月7日 - 「れとろげ！Ⅳ ～時代を超えた物語～」開催
- 2018年10月13日 - RGB（レトロゲームバンド）名古屋経済大学学園祭出演
- 2019年9月22日 - げーおん！開催
- 2019年9月22日 - れとろげ！Ⅴ ～祭～ 開催
- 2020年11月22日 - 初のオンラインイベント「れとろげ！外伝」開催
- 2021年3月28日 - 「れとりこ」配信開始 Vtuber筑紫りこデビュー
- 2021年10月10日 - れとろげ！外伝Ⅱ オンライン開催
- 2021年11月28日 - 高橋名人が応援団長として就任
- 2022年8月11日 - れとろげ！外伝Ⅲ オンライン開催
- 2022年10月8日 - れとろげ！Ⅵ ～復活～ 開催
- 2023年7月29日 - れとろげ！外伝Ⅳ オンライン開催
- 2023年11月11日 - れとろげ！Ⅶ ～チャレンジャー～ 開催
- 2024年2月12日 - Vtuber連歌屋ひめ香 デビュー
- 2024年8月10日 - Vtuber御笠川.L.菜の花 デビュー
- 2024年8月19日 - あどにむ孔明 配信デビュー
- 2024年10月13日 - れとろげ！Ⅷ ～酒とゲーム音楽に酔いどれし者たち～ 開催

## 活動内容

### れとろげ！
レトロゲームを中心としたゲーム音楽の生演奏などを行う。
れとろげ！Lv001
開催日：2015年8月8日、開催場所：Jazz Inn New COMBO
出演者：国本剛章、テンドウ、けんたろ、楓
MC：日向あき
れとろげ！Ⅱ ～げーおんの神々～
開催日：2016年9月3日、開催場所：アーリービリーバーズ
出演者：国本剛章、テンドウ、岡田鉄平、松澤健、サカモト教授、東光寺宗徳、けんたろ
MC：日向あき、ステータス異常P
れとろげ！Ⅲ ～そして伝説は始まる～
出演者：2017年9月16日、17日、開催場所：アーリービリーバーズ、あいれふホール
MC：日向あき
出演者：国本剛章、伊藤賢治、岡田鉄平、NES BAND、吉田商店、テンドウ、けんたろ、東光寺宗徳、月、Melodic Holic他
れとろげ！Ⅳ ～時代を超えた物語～
開催日：2018年10月7日、開催場所：パピヨン24 ガスホール
同日、無料ライブ「げーおん！」開催。
げーおん！出演者：RGB、Melodic Holic、FGMF演劇部他
出演者：国本剛章、菊田裕樹、岡田鉄平、rexage、NES BAND、吉田商店、テンドウ、けんたろ、さば夫、東光寺宗徳、Melodic Holic他
MC：ステータス異常P
れとろげ！Ⅴ ～祭～
開催日：2019年9月22日、開催場所：中央市民センターホール
同日、無料ライブ「げーおん！」開催。
出演者：高橋名人、国本剛章、京バンド、松澤健、星守紗凪、関純治、吉田商店、テンドウ、東光寺宗徳、Melodic Holic、RGB他
げーおん！出演者：RGB、Melodic Holic、FGMF演劇部他
MC：ステータス異常P
れとろげ！Ⅵ ～復活～
開催日：2022年10月8日、開催場所：パピヨン24ガスホール
出演者：高橋名人、国本剛章、なるけみちこ、京バンド、吉田商店、テンドウ、東光寺宗徳、Melodic Holic、RGB他
MC：筑紫りこ
れとろげ！Ⅶ ～チャレンジャー～
開催日：2023年11月11日、開催場所：ROOMS
出演者：高橋名人、国本剛章、NES BAND、吉田商店、テンドウ、東光寺宗徳、月、ひろ他
MC：筑紫りこ
れとろげ！Ⅷ ～酒とゲーム音楽に酔いどれし者たち～
開催日：2024年10月13日、開催場所：ROOMS
出演者：高橋名人、MCU、キノコ国本剛章バンド、RGB、吉田商店、筑紫りこ、連歌屋ひめ香

### れとろげ！外伝
FGMFの公式YouTubeチャンネルで長時間生配信するオンラインイベント。音楽ライブをはじめ、様々な企画を行う。
当初は、新型コロナウイルス感染症の流行の影響で開催を断念した2020年の「れとろげ！」の代替イベントとして行われたが、コロナ禍が明け「れとろげ！」が再開した後も継続的に開催されている。
れとろげ！外伝
開催日：2020年11月21日 20:00～（24時間配信）
れとろげ！外伝Ⅱ
開催日：2021年10月9日 21:00～、2021年10月10日 10:00～
れとろげ！外伝Ⅲ
開催日：2022年8月11日 10:00～
れとろげ！外伝Ⅳ
開催日：2023年7月29日 16:00～
れとろげ！外伝Ⅴ
開催日：2024年8月3日 22:00～、2024年8月4日 13:00～
れとろげ！外伝Ⅵ
開催日：2025年1月3日 15:00～

### FGMA
福岡県内外のゲーム音楽を愛するアーティストを集め福岡でのゲーム音楽演奏会を実施することを目的に結成された。2016年1月現在での在籍人数は27名であり、北は北海道からの参加アーティストも含まれる。エグゼクティブプロデューサは国本剛章。

### Vtuber
FGMFの公式YouTubeチャンネルで、FGMF所属のVtuberがレトロゲーム実況配信を行っている。
- 筑紫りこ（ちくし りこ） - 2021年3月28日配信開始。
- 連歌屋 ひめ香（れんがや ひめか） - 2024年2月12日配信開始。
- 御笠川.L.菜の花（みかさがわ リンデン なのか） - 2024年8月10日配信開始。
- 伊都あおい（いと あおい）　-2025年4月5日配信開始。